# Ванзетур
Ванзету́р (рос. Ванзетур) — селище у складі Березовського району Ханти-Мансійського автономного округу Тюменської області, Росія. Входить до складу Ігрімського міського поселення.
Населення — 375 осіб (2010, 480 у 2002).
Національний склад станом на 2002 рік: мансі — 49 %, росіяни — 29 %.